# Grandvillard
Grandvillard je obec v okrese Gruyère v kantonu Fribourg ve Švýcarsku. Žije zde 844 obyvatel.

## Geografie

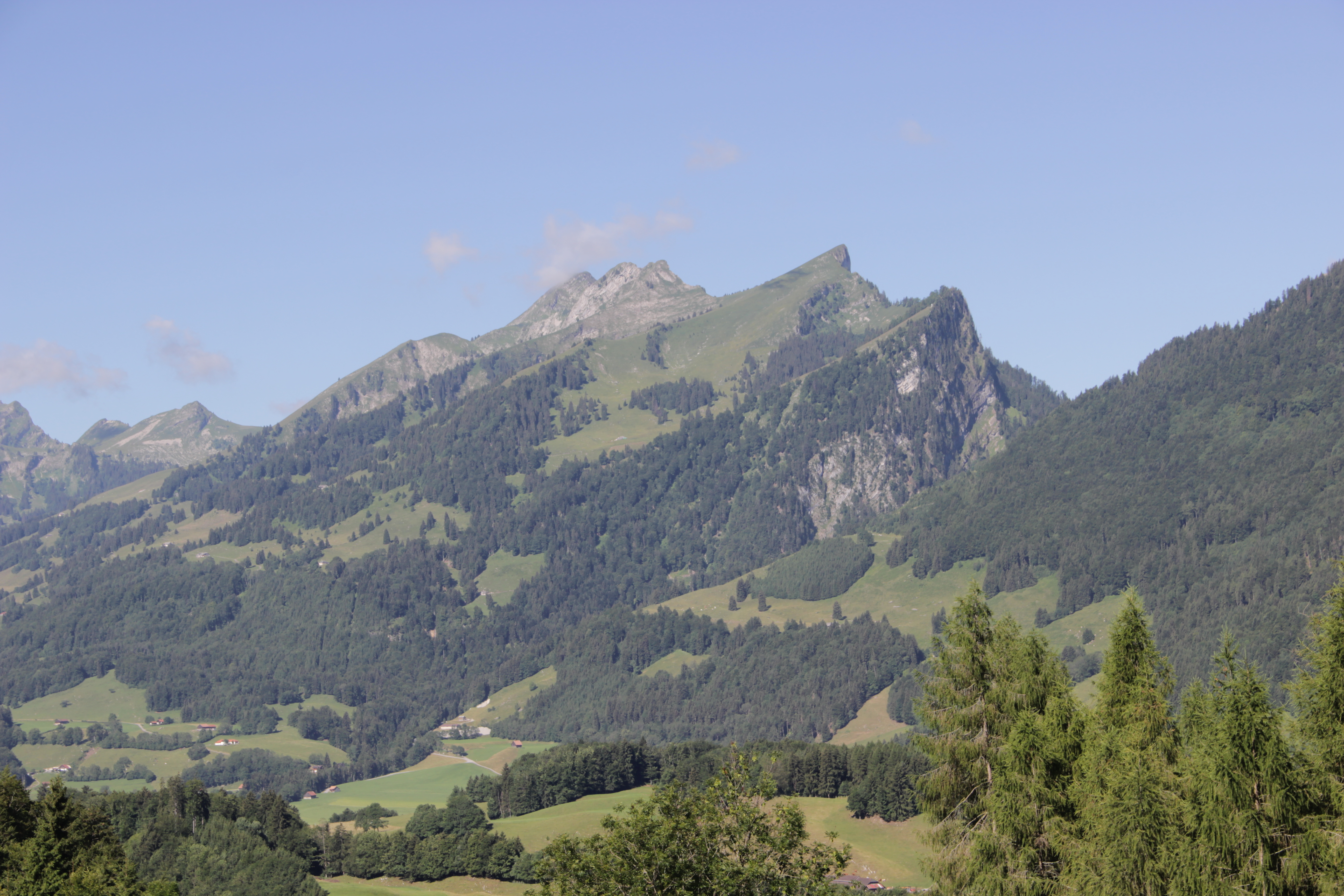
Dent de Lys a Vanil Blanc

Grandvillard leží v nadmořské výšce 762 m, vzdušnou čarou 8 km jihojihovýchodně od okresního města Bulle. Obec s hustou a kompaktní zástavbou se rozkládá na náplavovém kuželu řeky Tâna na východním okraji širokého údolí řeky Sány v oblasti Haute-Gruyère, ve Fribourských Alpách východně od Molésonu.
Území obce o rozloze 24,2 km² pokrývá část pohoří Haute-Gruyère. Západní hranici tvoří řeka Sána. Odtud se území obce rozkládá východním směrem v ploché údolní nivě, která je široká až 1,5 km a z níž se jižně od Grandvillardu zvedají kopce Les Cressets. Východní část území zahrnuje povodí horského potoka La Taouna (s vodopádem v rokli východně od obce) a jeho pravého přítoku Ruisseau du Marais. Tato odlehlá a málo dotčená oblast je přírodní rezervací celostátního významu. Dělí se na hlavní masivu (hranice s kantonem Vaud) a tři další paralelní boční masivy, které jsou přerušeny pramennými potoky Tauny, několika vrstvami tvrdých vápenců a mezi nimi snadněji erodovatelnými vrstvami jílů a blat. Hranice probíhá na jihu přes vrcholy Les Millets (1886 m n. m.), Pra de Cray (2198 m n. m.) a Vanil Carré (2195 m n. m.), na východě přes Pointe de Paray (2375 m n. m.), Vanil de l’Ecri (2375 m n. m.) a Vanil Noir (2389 m n. m.) a na severovýchodě přes Le Van (1966 m n. m.). V roce 1997 byla 3 % území obce pokryta zastavěnou plochou, 27 % lesy a lesními porosty, 47 % zemědělskou půdou a přibližně 23 % neproduktivní půdou.
Součástí Grandvillardu jsou četné individuální farmy a vysokohorské chaty. Sousedními obcemi Grandvillardu jsou Haut-Intyamon, Bas-Intyamon a Val-de-Charmey v kantonu Fribourg a Château-d’Oex v kantonu Vaud.

## Historie

Letecký pohled (1964)

Území obce Grandvillard bylo osídleno již velmi brzy, jak dokládají náhrobní kameny z doby halštatské a stopy z doby římské a raného středověku. První písemná zmínka o obci pochází z roku 1228 a nese název Vilar. Později se objevily názvy Vilar retro Grueriam (1390), Villar (1399) a Communitas Magni Villarii retro Grueriam (1497). Název místa je složen z pozdně latinského slova villare (ves, vesnice) a francouzského slova grand (velký).
Od středověku patřil Grandvillard k panství Montsalvens, které bylo součástí hrabství Gruyères. Od 12. do 14. století je zde také doložena šlechtická rodina Vilarů. V roce 1462 získali obyvatelé Jean de Montsalvens právo volit si vlastního obecního starostu.
Poté, co poslední hrabě z Gruyères zkrachoval, byl Grandvillard začleněn do fribourského panství Gruyères. Po pádu Staré švýcarské konfederace (1798) patřila obec nejprve k prefektuře a od roku 1848 k okresu Gruyères.
V rámci slučování obcí, které od roku 2000 prosazuje kanton Fribourg, se Grandvillard měl sloučit s obcemi Enney, Estavannens a Villars-sous-Mont do nové obce Bas-Intyamon. Protože však obyvatelé obce hlasovali proti sloučení, zůstal Grandvillard samostatnou politickou obcí.
Od roku 2012 je obec součástí přírodního parku Gruyère Pays-d’Enhaut.

## Obyvatelstvo
| Vývoj počtu obyvatel | Vývoj počtu obyvatel | Vývoj počtu obyvatel | Vývoj počtu obyvatel | Vývoj počtu obyvatel | Vývoj počtu obyvatel | Vývoj počtu obyvatel | Vývoj počtu obyvatel | Vývoj počtu obyvatel | Vývoj počtu obyvatel | Vývoj počtu obyvatel | Vývoj počtu obyvatel | Vývoj počtu obyvatel | Vývoj počtu obyvatel | Vývoj počtu obyvatel |
| -------------------- | -------------------- | -------------------- | -------------------- | -------------------- | -------------------- | -------------------- | -------------------- | -------------------- | -------------------- | -------------------- | -------------------- | -------------------- | -------------------- | -------------------- |
| Rok                  | 1811                 | 1850                 | 1880                 | 1900                 | 1910                 | 1920                 | 1930                 | 1950                 | 1960                 | 1970                 | 1980                 | 1990                 | 2000                 |                      |
| Počet obyvatel       | 407                  | 419                  | 497                  | 566                  | 591                  | 521                  | 484                  | 547                  | 532                  | 521                  | 506                  | 564                  | 605                  |                      |

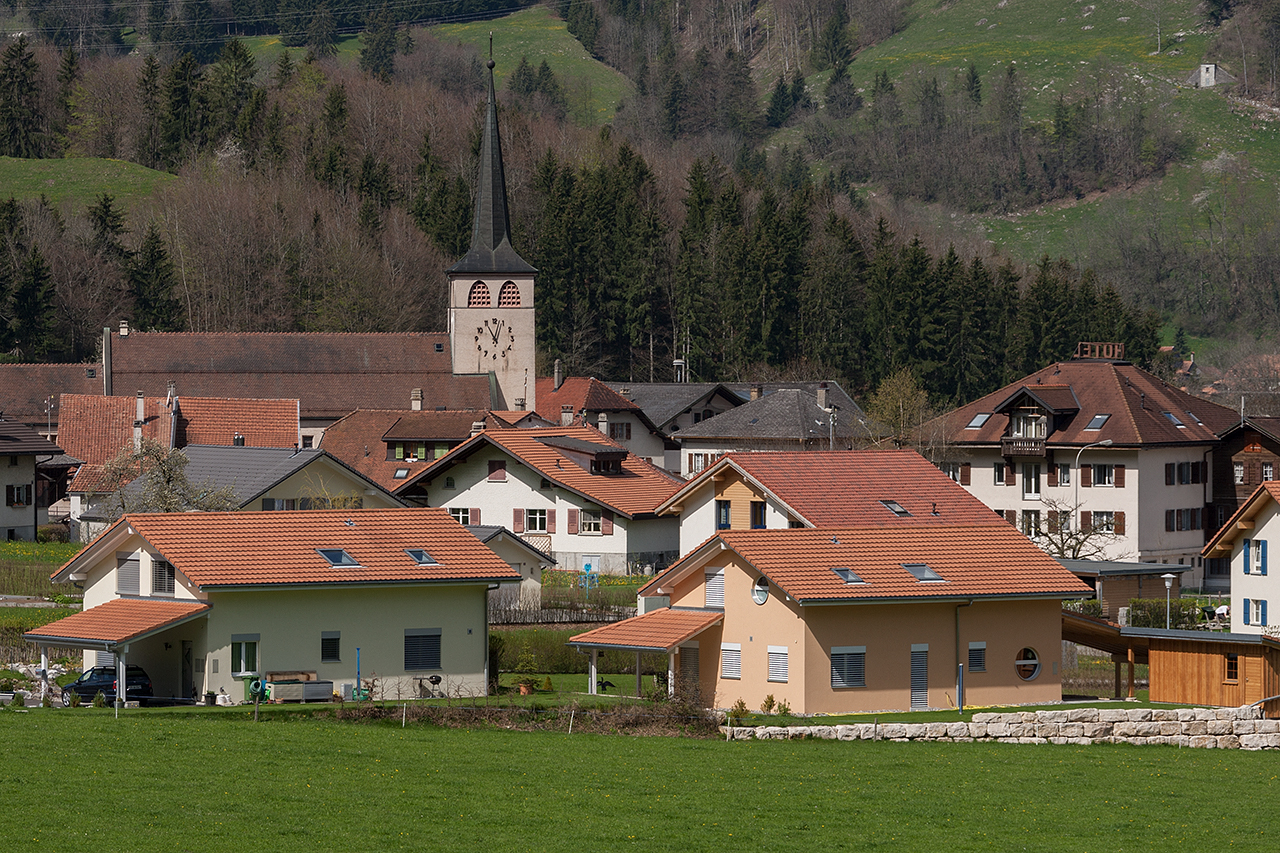
Centrum obce

Z celkového počtu obyvatel je 96,2 % francouzsky mluvících, 2,0 % německy mluvících a 1,0 % portugalsky mluvících (stav v roce 2000). V roce 1850 žilo v Grandvillardu 419 obyvatel a v roce 1900 566 obyvatel. V průběhu 20. století se počet obyvatel pohyboval mezi 480 a 560 obyvateli. Od roku 1980 (506 obyvatel) došlo k výraznému nárůstu počtu obyvatel.

## Hospodářství

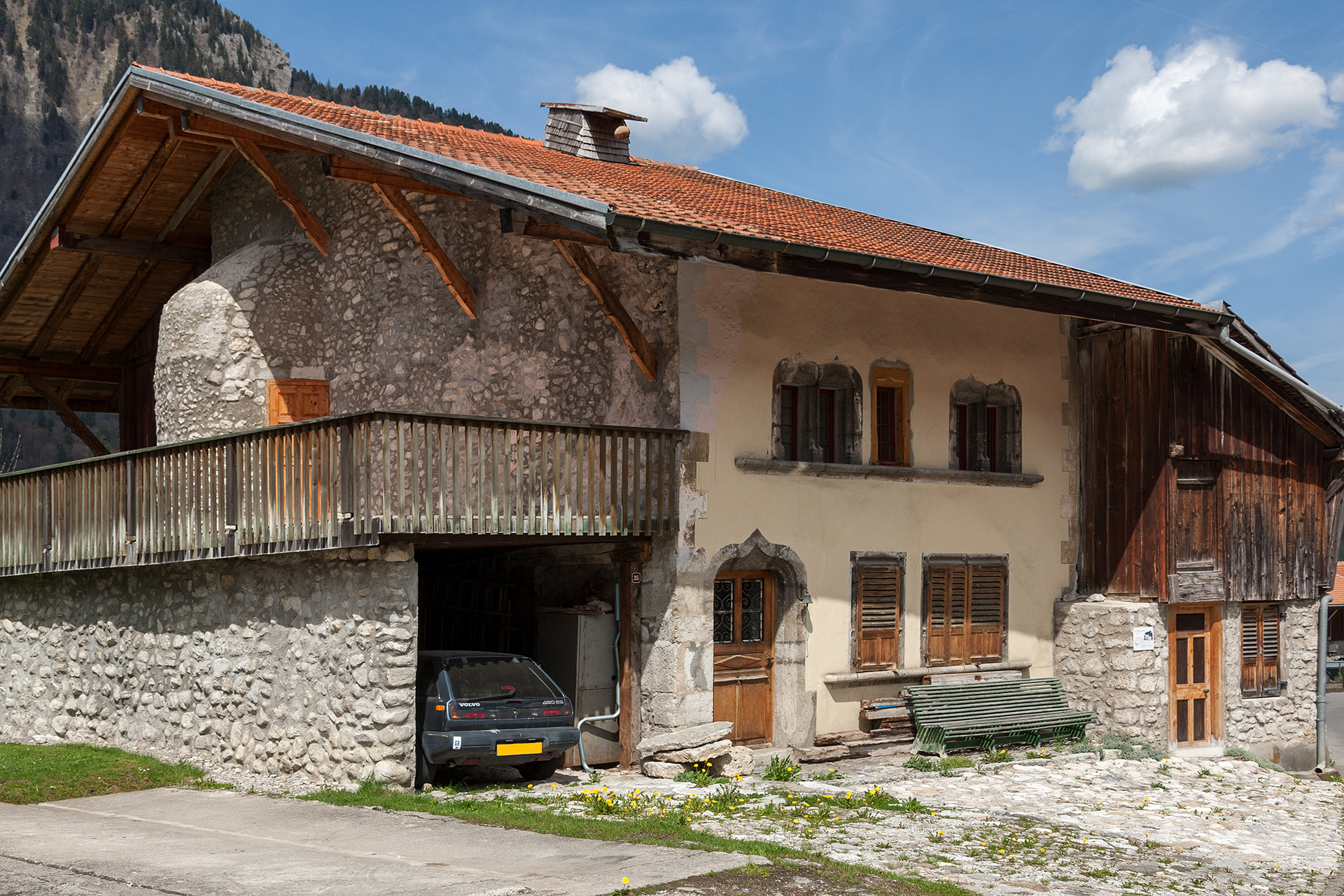
Tradiční architektura v obci

Až do druhé poloviny 20. století byl Grandvillard vesnicí, která se vyznačovala především zemědělstvím. Od pozdního středověku zde byly také mlýny, pily a koželužny. I dnes hraje ve struktuře zaměstnanosti obyvatelstva důležitou roli chov dobytka a mlékárenství (pro výrobu sýra Gruyère) a v menší míře i zemědělství. Další pracovní příležitosti jsou k dispozici v místních malých podnicích (zahrnujících především zpracování dřeva) a v sektoru služeb. V údolí Sány se těží štěrkopísky. V Grandvillardu se nachází vojenské ubytovací zařízení. V posledních desetiletích se obec rozvíjí také jako rezidenční obec. Mnoho zaměstnanců proto dojíždí za prací do oblasti Bulle.

## Doprava
Obec má dobré dopravní spojení, i když se nachází mimo hlavní dopravní tepny. Do Grandvillardu se lze dostat z hlavní silnice z Bulle do Château-d’Oex krátkou slepou silnicí. Obec je napojena na síť veřejné dopravy autobusovou linkou provozovanou společností Transports publics Fribourgeois, která jezdí z Bulle do Grandvillard. Na západní straně údolí Sány u Villars-sous-Mont se nachází zastávka (1,5 km od centra obce) na železniční trati z Bulle do Montbovonu, která byla otevřena 23. července 1903.